# National Museum of Health and Medicine
Le National Museum of Health and Medicine (NMHM) est un musée scientifique américain situé à Silver Spring (Maryland).

## Histoire
Le musée, d'abord situé dans la capitale américaine et fondé en 1862 (durant la guerre de Sécession), fut l'une des nombreuses initiatives prises par l'U.S. Army Surgeon General William A. Hammond. Il s'appelait alors Army Medical Museum (AMM).
L'une des premières réalisations fut la compilation, publiée en six volumes entre 1870 et 1883, de l'histoire médicale et chirurgicale de la guerre. Cela était dans la droite ligne de la tâche que lui avait donnée son fondateur et qu'avait menée à bien son premier conservateur, John Brinton, de ramasser des spécimens d'anatomie humaine, avec les projectiles et corps étrangers qui en avaient été extraits.
Le musée a pris son nouveau nom de National Museum of Health and Medicine en 1989. Il fait partie du Armed Forces Institute of Pathology (en) et est membre du National Health Sciences Consortium.
La cause de la fièvre jaune a été découverte au musée, qui a aussi fait des contributions à la recherche sur les vaccinations contre la fièvre typhoïde.
Entre 1887 et 1947 et entre 1962 et 1969, le musée est dans l'Army Medical Museum and Library, avenue de l'Indépendance. Entre 1971 et 2011, il est situé au Walter Reed Army Medical Center à Washington. En 2011, il est à Silver Spring.

## Mission
La mission du musée est « de préserver, collectionner et interpréter les objets, les spécimens, les photographies et les documents qui décrivent l'histoire et la pratique de la médecine depuis des siècles [...] Les collections se concentrent particulièrement sur l'histoire et la pratique de la médecine américaine, de la médecine militaire et les problèmes courants en recherche médicale. »

### Textes originaux
1. ↑  (en) « dedicated to preserving, collecting, and interpreting the objects, specimens, photographs and documents chronicling the history and practice of medicine over the centuries [...] The collections focus particularly on the history and practice of American medicine, military medicine, and current medical research issues. »